# Fabara
Fabara (katalanisch Favara de Matarranya oder kurz Favara) ist eine spanische Gemeinde in der Comarca Bajo Aragón-Caspe in Aragonien. Die Gemeinde liegt am Fluss Matarraña.

## Sprache
Der Ort ist wie durchwegs das Gebiet der Franja de Aragón zweisprachig; ursprüngliche Sprache ist das Katalanische in der von zahlreichen Substraten des Aragonesischen und Castellanismen beeinflussten Lokalmundart des Fabarol.

## Geschichte
Die Besiedelung geht bis auf das Jahr 5000 v. Chr. zurück. El Roquizal del Rullo gilt als bedeutendste eisenzeitliche Siedlung in Aragón. Aus der Zeit der römischen Eroberung ist das 1931 zum Monumento nacional erklärte Mausoleum des Lucius Emilius Lupo erhalten. 
Nach der maurischen Eroberung der iberischen Halbinsel lebten Berber vom Stamm der Hawwara (französisch: Houara) in Fabara, von denen der Ort seinen Namen ableitet. Nach der Reconquista stand der Ort bis 1428 unter der Herrschaft des Ordens von Calatrava.

## Wirtschaft
Fast die Hälfte der Wohnbevölkerung (45,3 %) ist in der Landwirtschaft tätig (INE 2001).

## Sehenswürdigkeiten

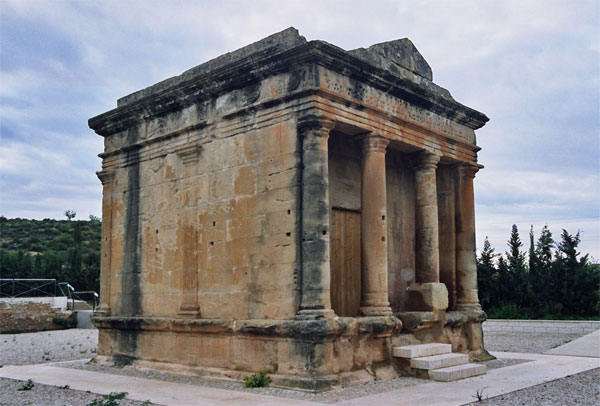
Römisches Mausoleum

- El Roquizal del Rullo (Lo Roquissal del Rullo): Reste eines iberischen Dorfs, vier Kilometer vom Ortszentrum am Río Algars
- Römisches Mausoleum
- Rathaus von Fabara, auf den Mauern des mittelalterlichen Palasts der Prinzessin von Belmonte errichtet
- Gotische Pfarrkirche San Juan Bautista
- Einsiedelei Santa Bárbara